# Purvis (Mississippi)
Purvis ist eine US-amerikanische Stadt und Verwaltungssitz des Lamar County im Bundesstaat Mississippi. Purvis ist Teil der Hattiesburg Metropolitan Statistical Area. Das U.S. Census Bureau hat bei der Volkszählung 2020 eine Einwohnerzahl von 1909 ermittelt.

## Geschichte
Die Stadt Purvis wurde am 25. Februar 1888 als Gemeinde registriert. Sie wurde von Thomas Melville Purves, ursprünglich aus dem Marion County in Alabama, gegründet und nach ihm benannt. Purves, geboren am 8. März 1820, war schottischer Abstammung.
1871 zog Purves mit seiner Familie auf das Land im Marion County, das er im Jahr zuvor erworben hatte. 1883 errichtete die New Orleans and Northeastern Railroad auf dem Gelände von Purves ein Depot; ein Schild trug die Aufschrift „Purvis“. Purves änderte schließlich die Schreibweise seines Familiennamens, um ihn dem Namen des Eisenbahndepots anzupassen.
Die Stadt Purvis wurde im Laufe der Zeit mehrfach von Tornados und Hurricanes in Mitleidenschaft gezogen.

## Persönlichkeiten
- Lacey Chabert (* 1982), Schauspielerin
- Lillian McMurry (1921–1999), Musikproduzentin